# Aretha (Rumer)
Aretha è un brano musicale della cantante inglese Rumer, pubblicato il 25 ottobre 2010 dall'etichetta discografica Atlantic ed estratto come secondo singolo dal suo album di debutto Seasons of My Soul.
Il singolo è entrato alla posizione numero 72 nella classifica del Regno Unito ed è sceso alla numero 85 la settimana successiva, per poi scendervi.

## Tracce
CD singolo
1. Aretha - 3:15
2. The Warmth of the Sun - 3:22
3. Come Saturday Morning - 3:16

Download digitale
1. Aretha - 3:15
2. The Warmth of the Sun - 3:22
3. Come Saturday Morning - 3:16
4. Aretha (Video) - 3:17

## Classifiche
| Classifica (2010) | Posizione massima |
| ----------------- | ----------------- |
| Paesi Bassi       | 47                |
| Regno Unito       | 72                |